# Arrià (historiador)
Arrià (en llatí Arrianus) va ser un historiador romà que va viure al temps de Maximí el Traci. Va escriure una història de l'emperador Gordià III.
Podria ser la mateixa persona que va ser cònsol l'any 243, que tenia de nom complet Luci Anni Arrià.